# Trichomanes pachyphlebium
Trichomanes pachyphlebium är en hinnbräkenväxtart som beskrevs av Carl Frederik Albert Christensen. Trichomanes pachyphlebium ingår i släktet Trichomanes och familjen Hymenophyllaceae. Inga underarter finns listade.